# Jawa (supermarktketen)
Jawa was een Antwerpse warenhuisketen.
De keten had vestigingen in Merksem (Bredabaan en Maantjessteenweg), Deurne, Edegem en Linkeroever. In 1995 werd de keten verkocht aan de groep Louis Delhaize, dat de vijf vestigingen verderzette onder de naam Match.